# Luc Turchi
Pour les articles homonymes, voir Turchi.
Luc Turchi (né le 1er juin 1995 à Ettelbruck) est un coureur cycliste luxembourgeois.

## Palmarès et résultats

### Palmarès sur route
- 2013
  - 2e du championnat du Luxembourg sur route juniors
  - 3e du Grand Prix François-Faber
- 2014
  - 2e du championnat du Luxembourg du contre-la-montre espoirs
  - 3e du championnat du Luxembourg sur route espoirs
- 2015
  - 2e du championnat du Luxembourg du contre-la-montre espoirs
  - 2e du championnat du Luxembourg sur route espoirs
  - 3e du Grand Prix OST Manufaktur
- 2016
  - 2e du championnat du Luxembourg du contre-la-montre espoirs

### Classements mondiaux
| Année           | 2015 | 2016   |
| --------------- | ---- | ------ |
| UCI Europe Tour | 880e | 1 428e |

### Palmarès en cyclo-cross
- 2016-2017
  -  Champion du Luxembourg de cyclo-cross espoirs
- 2018-2019
  - Cyclo-cross de Frouard[3]